# Aurelia-Maxima Janzen
Aurelia-Maxima Katharina Janzen (27 de diciembre de 2003) es una deportista suiza que compite en remo. Ganó una medalla de plata en el Campeonato Europeo de Remo de 2023, en la prueba de scull individual.

## Palmarés internacional
| Campeonato Europeo | Campeonato Europeo | Campeonato Europeo | Campeonato Europeo |
| Año                | Lugar              | Medalla            | Prueba             |
| ------------------ | ------------------ | ------------------ | ------------------ |
| 2023               | Bled (Eslovenia)   | Medalla de plata   | Scull individual   |